# Lisianthius seemannii
Lisianthius seemannii là một loài thực vật có hoa trong họ Long đởm. Loài này được (Griseb.) Kuntze mô tả khoa học đầu tiên năm 1891.